# いつだって。
「いつだって。」は、ダイスケの楽曲。彼のメジャー2枚目のシングルとして2011年3月2日にエピックレコードジャパンから発売された。
表題曲「いつだって。」は、アニメ「放浪息子」のオープニングテーマと日本工学院専門学校のCMソングとして使用された。なお初回仕様には「放浪息子」の描き下ろしワイドキャップステッカーが封入されている。

## 収録曲
（全作詞・作曲：ダイスケ） 
1. いつだって。 [4:57]
編曲：前口渉・飯田哲也
  - CX系アニメ「放浪息子」オープニングテーマ
  - 「日本工学院専門学校」CMソング
2. 愛しのリリィ [4:29]
編曲：鈴木Daichi秀行
3. いつだって。 -Instrumental-